# Veliki Vrh, Cirkulane
Veliki Vrh este o localitate din comuna Cirkulane, Slovenia, cu o populație de 101 locuitori.